# Shaheen Afridi
Pour les articles homonymes, voir Afridi.
Shaheen Afridi, né le 6 avril 2000 à Landi Kotal au Pakistan, est un joueur de cricket international pakistanais évoluant au poste de lanceur.

## Biographie

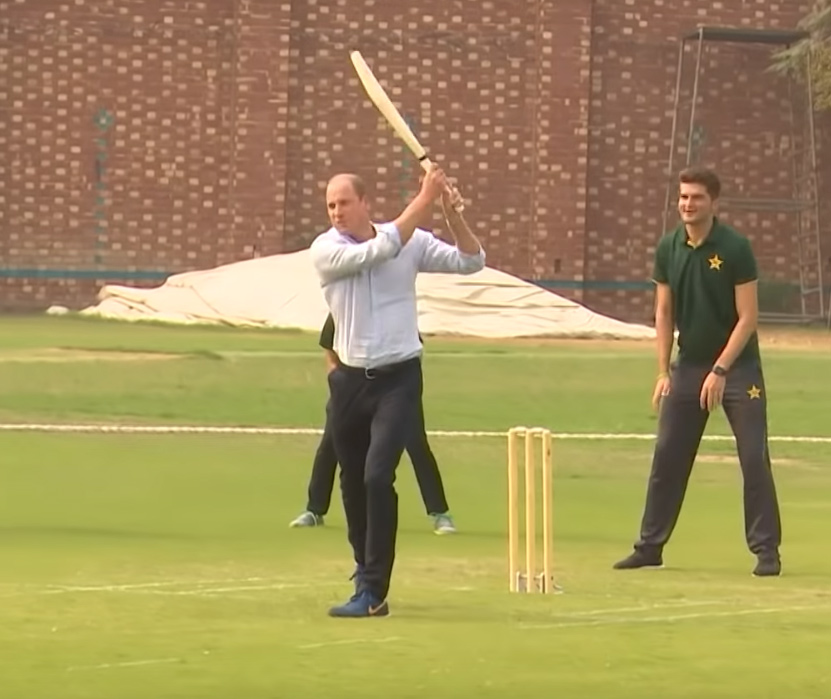
Shaheen Afridi derrière le Prince William en 2019.

Shaheen Afridi est appelé pour la première fois en équipe nationale du Pakistan à la fin de l'année 2018. Après une préparation difficile contre l'Angleterre, le jeune Afridi entre timidement dans la Coupe du monde de cricket de 2019. Prenant confiance en cours de tournoi, Afridi trouve un lancer signature en lançant puissamment au pied du batteur une balle rapide et directe. Contre le Bangladesh, il réussit, malgré la non-qualification de son équipe pour la demi-finale, six éliminations en ne concédant que 35 courses, la meilleure performance d'un lanceur pakistanais dans l'histoire de la Coupe du monde.
Quelques mois après la Coupe du monde, Shaheen Afridi est sélectionné par les Birmingham Phoenix (en) en échange de 60 000 $ pour jouer avec Chris Woakes (en) mais le tournoi est annulé à cause de la pandémie de Covid-19.
En 2021, il trouve trois éliminations en ne concédant que 31 courses contre l'Inde lors de l'ICC T20 World Cup 2021.
Blessé au genou lors du premier test de juillet 2022 contre le Sri Lanka, Shaheen Afridi tente de poursuivre sa série mais est contraint de déclarer forfait pour plusieurs semaines.